# Can de l'Aire
Can de l'Aire (també coneguda com Can Delaire) és un edifici del municipi de Sant Cugat del Vallès (Vallès Occidental) que forma part de l'Inventari del Patrimoni Arquitectònic de Catalunya. Fou una masia que després de la crisi de la fil·loxera pogué invertir diners i així refer-se de les plagues i ser restaurada posteriorment.

## Descripció
És una masia restaurada amb afegits moderns. Voltada d'una tàpia (element aliè a les masies) que li dona un caire castellà. Està formada per coberta a dues aigües amb nau central més aixecada. A l'ala Oest hi ha porxos i elements reformats, a l'est la coberta canvia de sentit. Fou restaurada i s'alteraren les finestres principals i s'introduïren elements com voltes de rajola, escales i reixa exteriors. D'igual forma el tancament tipus "cortijo" i la pintura blanca. Les reixes de forja són de la restauració. Hi ha un rellotge de sol castellà barroquitzant, i un rètol amb la inscripció de 1864, any de la restauració de la façana.